# Karlaman (Zigan)
Karlaman (rus. Карлама́н, baškirski: Ҡарлыман, Ҡарламан) – rijeka u Gafurijskom rajonu u Baškiriji u Rusiji, desni pritok rijeke Zigana. Pritoci Karlamana su Medvežij i Karlamanka.

## Vanjske poveznice
- List karte N-40-XXI. Mjerilo: 1: 200 000  Arhivirana inačica izvorne stranice od 18. siječnja 2012. (Wayback Machine) - topografske karte